# Данвил (Вермонт)
Данвил (енгл. Danville) насељено је место без административног статуса у америчкој савезној држави Вермонт.

## Демографија
По попису из 2010. године број становника је 383.
| Група             | 2000.    | 2010.       |
| Белци             | 0 (0,0%) | 371 (96,9%) |
| Афроамериканци    | 0 (0,0%) | 2 (0,5%)    |
| Азијати           | 0 (0,0%) | 2 (0,5%)    |
| Хиспаноамериканци | 0 (0,0%) | 3 (0,8%)    |
| Укупно            | 0        | 383         |